# アレ (斉藤和義の曲)
「アレ」は2019年2月20日にSPEEDSTAR RECORDSから発売された。斉藤和義48作目のシングル。

## 解説
前作からわずか3ヶ月振りでのシングルは日本テレビ系列ドラマ「家売るオンナの逆襲」主題歌。
ヴィンテージドラムマシン「Sequential Circuits TOM」とリズムマシン「Roland TR-707」を使用した打ち込みサウンドの楽曲となっている。MVにもこれらのマシンが登場しており斉藤自身がスマートフォンで撮影、編集・監修を手がけている。
C/Wには前作『カラー』に続き、斉藤の25周年記念ライブツアー「KAZUYOSHI SAITO 25th Anniversary Live 1993-2018　25＜26 〜これからもヨロチクビーチク」の札幌追加公演の録音音源を収録。二枚のシングルのC/Wを合わせると、札幌公演のライブ音源をほぼ網羅できるようになっている。このライブ映像は「KAZUYOSHI SAITO 25th Anniversary Live 1993-2018 25＜ 26～これからもヨロチクビーチク～Live at 日本武道館 2018.09.07」初回限定盤の特典DVDに収録されている。
初回限定盤と通常盤の2形態で発売。初回限定盤は上記ライブ音源を13曲収録。通常盤は上記ライブ音源を6曲収録。

## 収録曲

### 初回限定盤
全曲　作詞・作曲・編曲：斉藤和義
＊2～14は「KAZUYOSHI SAITO 25th Anniversary Live 1993-2018　25＜26 〜これからもヨロチクビーチク〜 After Party at Zepp Sapporo 2018.09.19」Live音源（曲名に下線が引かれている6曲は通常盤と共通曲）。
1. アレ（3：32）[3]
2. Would you join me? [Live]（4：36）[3]
3. 幸福な朝食 退屈な夕食 [Live]（6：40）[3]
4. 男節 [Live]（9：13）[3]
5. ずっと好きだった [Live]（5：00）[3]
6. Good Luck Baby [Live]（4：10）[3]
7. 月光 [Live]（5：09）[3]
8. やさしくなりたい [Live]（6：36）
9. FIRE DOG [Live]（3：40）[3]
10. マディウォーター [Live]（3：56）[3]
11. Hello! Everybody! [Live]（6：23）[3]
12. 歩いて帰ろう [Live]（4：19）[3]
13. ベリー ベリー ストロング ～アイネクライネ～ [Live]（7：50）[3]
14. 月影 [Live]（6：11）[3]

### 通常盤
全曲　作詞・作曲・編曲：斉藤和義
＊2～7は「KAZUYOSHI SAITO 25th Anniversary Live 1993-2018　25＜26 〜これからもヨロチクビーチク〜 After Party at Zepp Sapporo 2018.09.19」Live音源。
1. アレ（3：32）[4]
2. 幸福な朝食 退屈な夕食 [Live]（6：40）[4]
3. ずっと好きだった [Live]（5：00）[4]
4. やさしくなりたい [Live]（6：36）[4]
5. 歩いて帰ろう [Live]（4：20）[4]
6. ベリー ベリー ストロング ～アイネクライネ～ [Live]（7：50）[4]
7. 月影 [Live]（6：11）[4]